# Xylophanes maculator
Xylophanes maculator är en fjärilsart som beskrevs av Jean Baptiste Boisduval 1875. Xylophanes maculator ingår i släktet Xylophanes och familjen svärmare. Inga underarter finns listade i Catalogue of Life.